# Салін Валентин Іванович
Са́лін Валенти́н Іва́нович (28.06.1929, Москва, РРФСР, СРСР — 10.04. 2021, Волгодонськ, РФ) — український та російський волейбольний тренер, майстер спорту СРСР, суддя Республіканської категорії.

## Життєпис
Народився 28 червня 1929 року в Москві; виховувався разом зі старшим на 5 років братом. По війні мама працювала в системі Большого театру. Займався тенісом; любов до волейболу прищепили артисти театру. Грати почав 1947 року; разом з тим у Будинку відпочинку пробував себе навіть і в балетній опері. Проходив армійську службу з 1950 по 1954 роки.
1952 року був включений до складу молодіжної збірної СРСР. На турнірі в Каунасі команда посіла третє місце, за що призерам присвоїли звання майстрів спорту.
В 1955—1957 роках був граючим тереном команди «Буревісник» (Одеса), а в 1958—1964 роках тренував команду СКА (Одеса).
Закінчив факультет фізичного виховання і спорту Одеського державного педагогічного інституту імені К, Д. Ушинського.
1956 року у складі команди УРСР виграв першу Спартакіаду народів СРСР. Очолював команду тренер Олександр Дюжев. Капітаном був Михайло Піменов; Київ представляли Юрій Савченко та Іван Тищенко, Харків — Георгій Гафанович, Володимир Степанович Горбунов та Борис Ломоносов; Одесу — Марк Барський, Анатолій Закржевський, Георгій Мондзолевський, Едуард Унгурс.
Перейшовши на тренерську роботу, підняв на європейську вершину луганську «Зірку» — 1972 року команда, тоді вже як «Зірка» (Ворошиловгад), здобула Кубок володарів кубків та срібло чемпіонату СРСР.
13 грудня 1972 роки його заарештували — звинуватили в тому, що працевлаштовував людей на взуттєву фабрику на зарплату та за те, що начебто до обласного комітету партії мало не ногою двері відкривав. Присудили десять років. Через це розпалася сім'я, з першою дружиною розлучилися (станом на 2009 рік разом зі старшою дочкою та онукою жили в Луганську). 1982 року повернувся до звичайного життя, у російському Волгодонську почав діяльність волейбольного тренера. Волгодонську команду прийняв, коли вона посідала 8-ме місце з восьми в чемпіонаті Ростовської області; пропрацював з нею 15 років. Вивів сучасну команду «Імпульс» до вищої ліги.
Як тренер виховав, зокрема, олімпійських чемпіонів — Володимир Бєляєв, Валерій Кривов і Федір Лащонов.
Помер 10 квітня 2021 року у Волгодонську.

## Відзнаки
- Заслужений тренер УРСР (1969)
- Заслужений тренер СРСР (1973 р.).

## Родина
- Дочка Анастасія — волейболістка, гравчиня єкатеринбурзької «Уралочки».